# ヴィルヘルミーネ・ズルツァー

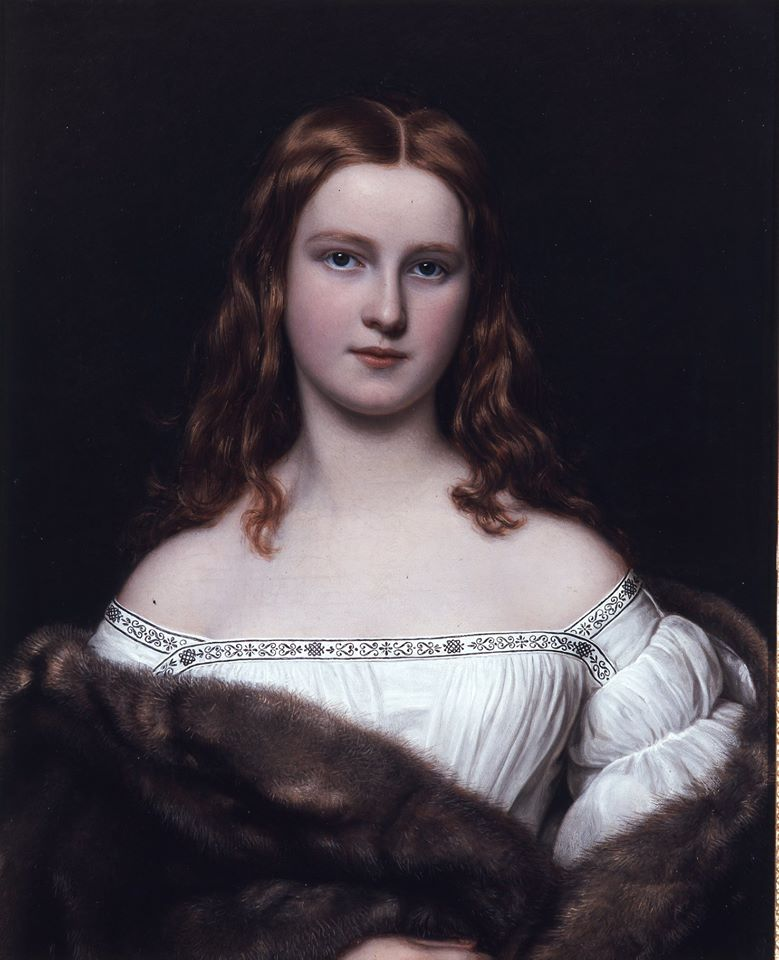
シュティーラーの手になるヴィルヘルミーネ・ズルツァーの肖像

ヴィルヘルミーネ・ズルツァー（Wilhelmine Sulzer, 1820年 - ?）は、19世紀前半の南独バイエルン王国の女性。バイエルン王ルートヴィヒ1世が宮廷画家ヨーゼフ・カール・シュティーラーに命じて美人画ギャラリーに彼女の肖像画を加えた。
ミュンヘン在住の会計士ヨハネス・ズルツァーの婚外子で、ツェープフ（Zoepf）姓の母親は労働者階級の出。16歳までに両親を失い、1837年、17歳の時にクレメンス・アウグスト・ハイゲルを座長とするミュンヘン宮廷劇団の研修生となる。もっとも、乳房の病気のために数か月で女優のキャリアを断念することになった。
しかしその美貌はルートヴィヒ1世王の関心を惹きつけ、王はズルツァーを「慎みと貞節を体現する娘」と呼び、1838年シュティーラーに命じて作らせた彼女の肖像画を、自身の蒐集する美人画ギャラリーの1幅として加えた。肖像画中のズルツァーは赤褐色の髪を垂らし、デコルテを見せるシンプルな白のドレスを着用し、それを高価な毛皮の上着で覆っている。
同じ1838年に下級官吏のカール・シュナイダーと結婚した。没年などは不明。

## 引用・脚注
1. ↑  S. K. Ludovic, "A King's Gallery of Beauty" Strand Magazine (January 1902): 16–23.
2. ↑  Flickr
https://www.flickr.com › photos
Friederica Catharina, called Wilhelmine, Sulzer (27 May 1820, https://www.flickr.com/photos/1way/712207499
3. ↑  Gogmsite.net
http://www.gogmsite.net › 1838-wil...
1838 Wilhelmine Sulzer by Joseph Karl Stieler ..., http://www.gogmsite.net/empire-napoleonic-and-roman/subalbum-schonheitengalleri/1838-wilhelmine-sulze-by-jo
4. ↑  Haus der Bayerischen Geschichte
https://hdbg.eu › objekte › index Königreich - Friederica Catharina gen. Wilhelmine Sulzer (1838), https://hdbg.eu/koenigreich/index.php/objekte/index/id/883